# Mihrdat II
Mihrdat II (en georgiano: მირდატ II, latinizado como Mitrídates), de la Dinastía arsácida, fue un rey de Iberia, conocida originariamente como Kartli antigua Georgia, del 249 al 265 d. C..
Se le conoce exclusivamente por las crónicas georgianas medievales, que lo sitúan en el puesto 22 o 24 de la lista real de Iberia y se limitan a relatar que Mihrdat era hijo de Bakur I. El profesor Cyril Toumanoff ha planteado la hipótesis de que hubo otro rey ibérico, Amazasp III (r. 260-265), en esa época, probablemente instalado como antirrey por Shapur I, Gran Rey de Irán. Este Amazasp se conoce a través de las inscripciones sasánidas, pero no está documentado en las fuentes literarias georgianas.